# Sadek (województwo małopolskie)
Sadek (dawn. Rzeki-Lipie-Sadek) – wieś w Polsce położona w województwie małopolskim, w powiecie limanowskim, w gminie Jodłownik.
| SIMC    | Nazwa     | Rodzaj    |
| ------- | --------- | --------- |
| 0430551 | Brzezie   | część wsi |
| 0430568 | Dąbrówka  | część wsi |
| 0430574 | Granice   | część wsi |
| 0430580 | Lipie     | część wsi |
| 0430597 | Podczacze | część wsi |
| 0430605 | Rzeki     | część wsi |
| 0430611 | Sadkówki  | część wsi |

W latach 1975–1998 miejscowość położona była w województwie nowosądeckim.

## Geografia
Sadek znajduje się w Beskidzie Wyspowym, pomiędzy górami i dwiema dolinami potoków. Centrum wsi z największym skupiskiem zabudowań znajduje się na wzniesieniu a jej pozostały teren okala je, opadając w kierunku wsi Jodłownik i Mstów, ku dolinie potoku Tarnawka (na tym odcinku nazywanej Owsianką) oraz w kierunku wsi Szyk, ku dolinie Rybskiego Potoku.
Z centrum wsi można podziwiać panoramę dużej części gminy, zwłaszcza malownicze szczyty góry Kostrza, Ciecień, Śnieżnica i Grodzisko.

## Miejsca pamięci

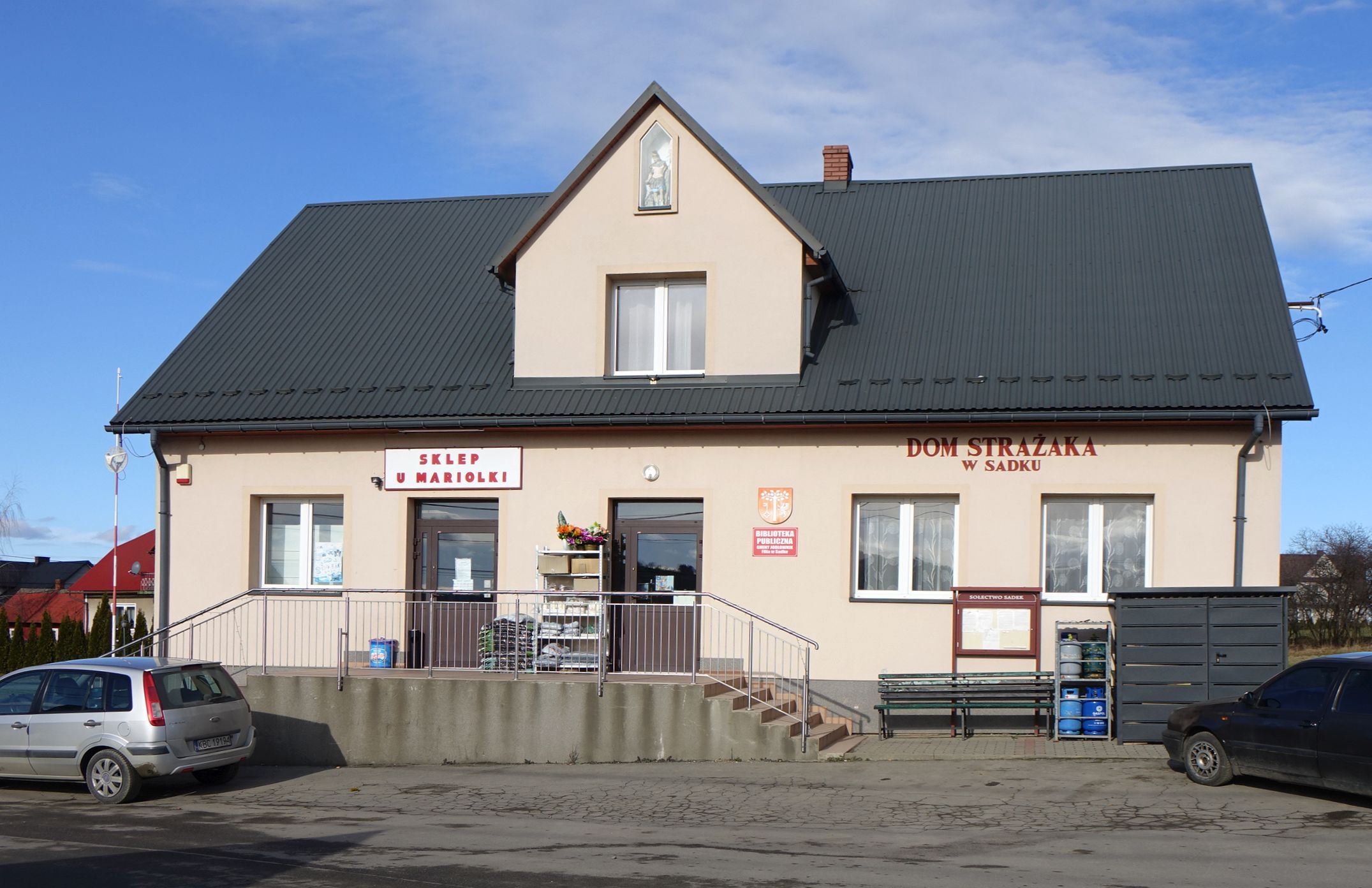
Dom Strażaka
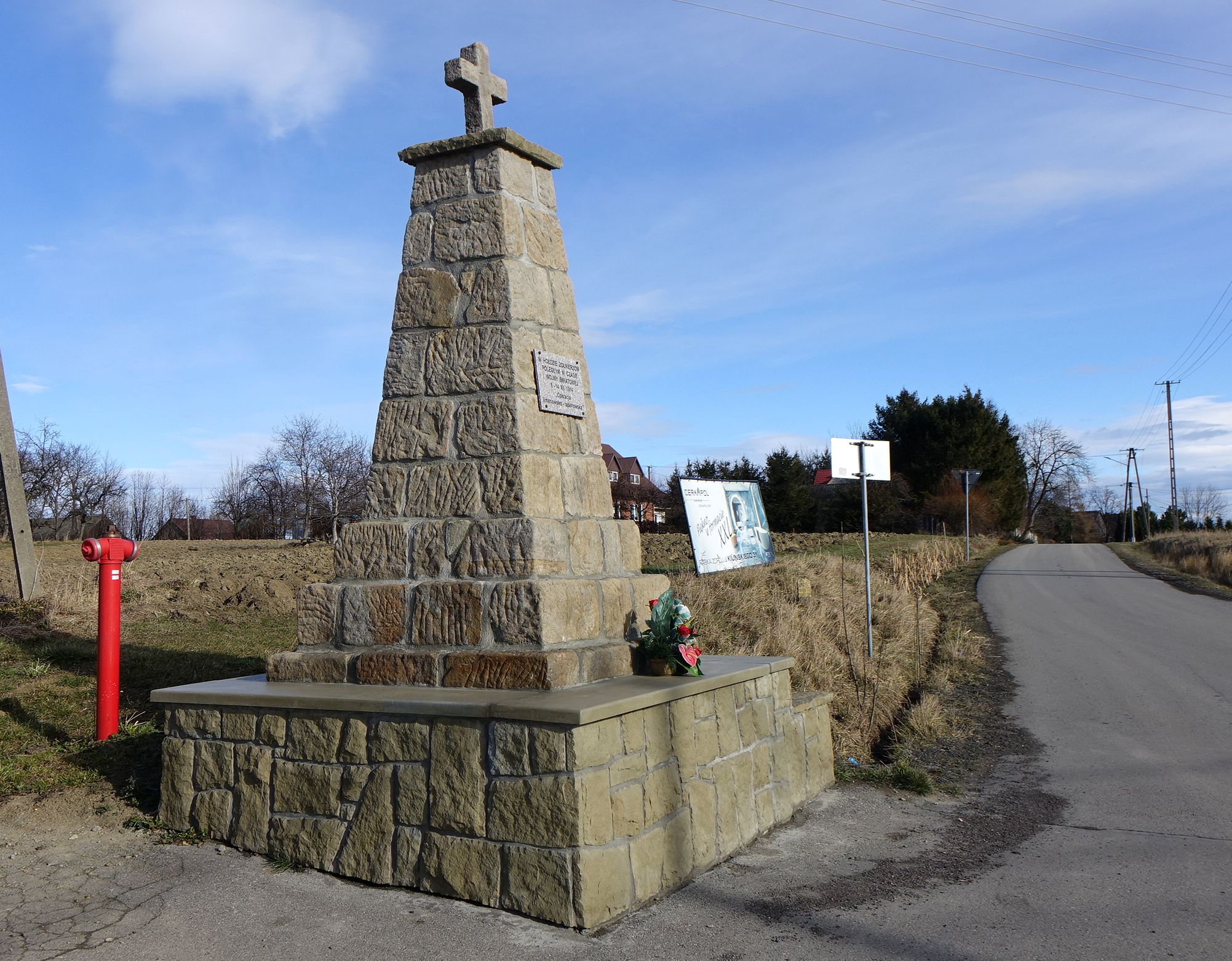
pomnik wdzięczności Legionistom poległym w czasie bitwy z I wojny światowej, wzniesiony dla upamiętnienia bitwy oraz odzyskania przez Polskę niepodległości;
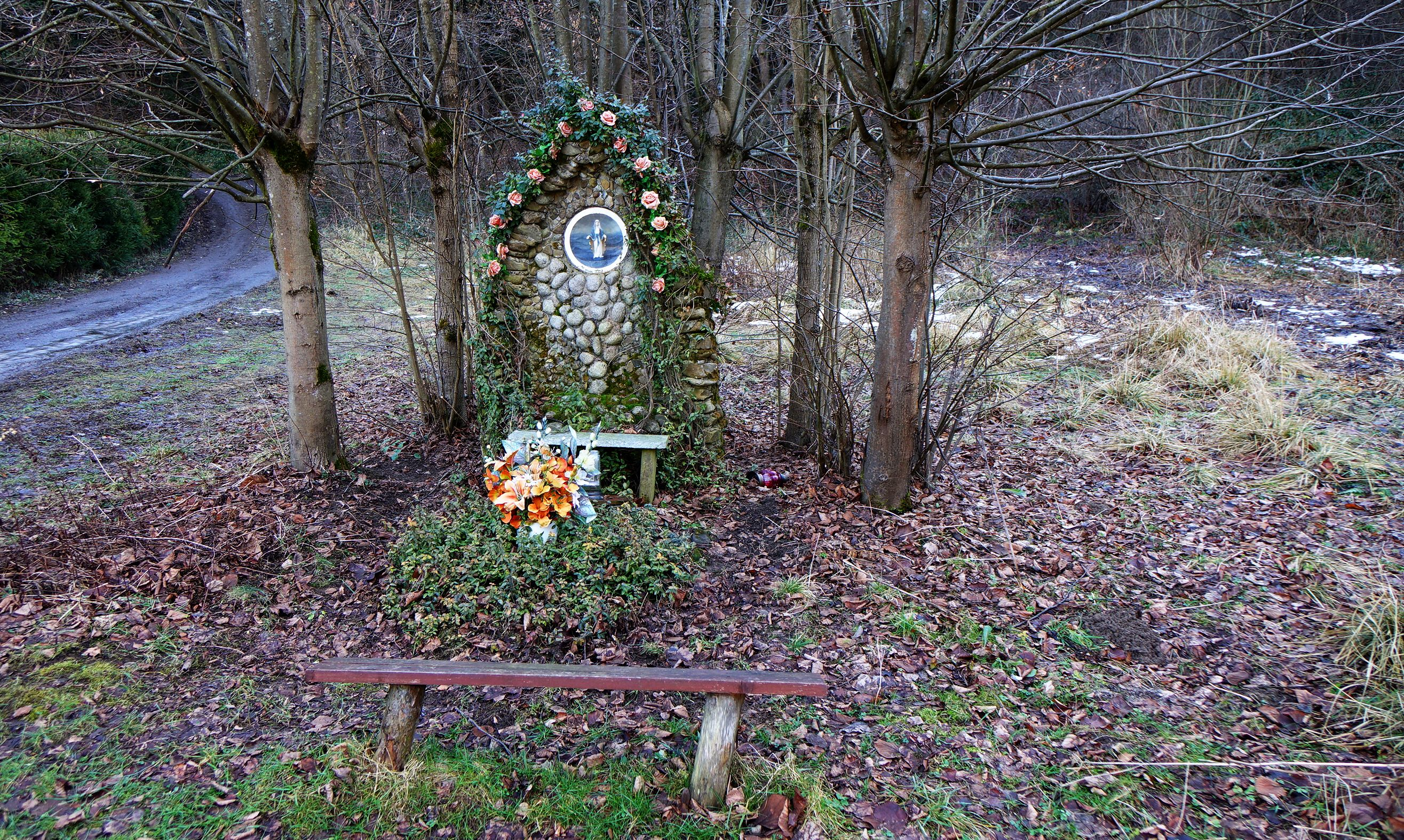
krzyż wzniesiony na pograniczu Sadku i Mstowa, w miejscu gdzie spoczywali żołnierze z Tyrolu (ich zwłoki zostały po wojnie zabrane przez rodziny). Polegli oni w walce na bagnety na pobliskiej łące.

## Religia
Sadek należy do obszaru parafii w Jodłowniku. W centrum wsi znajduje się także niewielka kaplica wybudowana w 1947 na miejscu starej, która uległa zniszczeniu. Kaplica ta do dziś służy okolicznym mieszkańcom do kultywowania tradycji i obrzędów religijnych.